# Молодий (фільм)
«Молодий», «Молодожон» (рос. «Молодожён») — радянський короткометражний художній фільм режисера Валерія Ісакова 1963 року. За мотивами однойменного оповідання Юрія Нагибіна.

## Сюжет
З міста в село Троїцьке приїжджає мисливець Сергій Воронов. Разом з єгерем Василем вони відправляються на качине полювання. На полюванні з'ясовується діаметрально протилежне ставлення Сергія і Василя до життя: пасивно-байдуже і творчо-активне.

## У ролях
- Василь Векшин —  Василь, єгер
- Семен Соколовський —  Сергій Михайлович Воронов, мисливець
- Інна Макарова —  дружина Василя
- Антоніна Павличева —  мати Василя
- Любов Калюжна — епізод
- Олександр Гединський — епізод
- Людмила Мерщій — епізод
- Валентина Зеленчук — епізод

## Знімальна група
- Режисер-постановник: Валерій Ісаков
- Сценарист: Юрій Нагибін
- Оператори-постановники: Вадим Авлошенко, Леонід Бурлака
- Композитор: Олег Каравайчук
- Художник-постановник: Віктор Мушников
- Режисери: Костянтин Жук, В. Кошурін
- Редактор: Євгенія Рудих
- Звукооператор: Анатолій Нетребенко
- Монтаж: Т. Дон
- Грим: Н. Ситникова-Калінга
- Консультант-мисливствознавець: В. Пружковський
- Директор картини: Г. Коган